# みんなのうた年度別放送楽曲一覧 (1970年代)
みんなのうた年度別放送楽曲一覧（みんなのうたねんどべつほうそうがっきょくいちらん）は, NHKの音楽番組「みんなのうた」で1970年代に放送された楽曲の年度別にリスト化したものである。過去の再放送についても本項で扱う。

## 1979年度の放送楽曲

### 1980年2月 - 3月
新曲枠
- オランガタン（惣領泰則とジムロックス）
- 土湯讃歌（さとう宗幸）
- ニルスのふしぎな旅（加橋かつみ）
- 雪娘（チェリッシュ）

再放送枠
- いかつり唄（五木ひろし）1975年2月 - 3月放送
- 早春賦（湘南コール・グリューン）1979年2月 - 3月放送
- ホロスコープ〜あなたの星座〜（榊原郁恵）1978年12月 - 1979年1月放送

### 1979年12月 - 1980年1月
新曲枠
- 悲しきマングース（田中星児）
- キャンディの夢（尾崎亜美）
- 花いちもんめ（川崎少年少女合唱団）
- ヒュルルジンジンからっ風（1979年版）（デューク・エイセス）

再放送枠
- 南の島のハメハメハ大王（水森亜土、トップギャラン）1976年4月 - 5月放送
- 遠いまち（五輪真弓）1976年2月 - 3月放送
- ビューティフル・ネーム（ゴダイゴ）1979年4月 - 5月放送

### 1979年10月 - 11月
新曲枠
- 想い出の人（ザ・ブレッスン・フォー）
- 嵯峨野巡礼（あべ静江）
- 地球の上で（On the Earth）（トランザム）
- 紅葉（女声合唱団「渚」）

再放送枠
- さびしがりやさん こんにちは（クニ河内、フィーリングフリー）1978年4月 - 5月放送
- サラマンドラ（1977年版）（尾藤イサオ）1977年8月 - 9月放送
- 虫歯のこどもの誕生日（吉田紀人）1978年10月 - 11月放送

### 1979年8月 - 9月
新曲枠
- 大蓮華讃歌（細川たかし）
- 今夜も眠れない（塚本美和子と少年少女合唱団みずうみ）
- パパの時間（ティファニー・ブレイク）
- 夕顔の里（さとう宗幸）

再放送枠
- だるまさんがころんだ（斉藤こず恵）1978年8月 - 9月放送
- 川（久保田綾）1978年8月 - 9月放送
- ここは 南の島（石川さゆり、ウィルビーズ）1977年4月 - 5月放送

### 1979年6月 - 7月
新曲枠
- 大きなうた（松崎しげる、東京放送児童合唱団）
- 進め!しんじ君（芹洋子）
- 夏は来ぬ（1979年版）（百合丘コーラス・児童合唱団）
- 旋律（小坂恭子）

再放送枠
- 切手のないおくりもの（1978年版）（財津和夫、チューリップ）1978年6月 - 7月放送
- 星の子ペンキィ（森田克子）1978年6月 - 7月放送
- 雨が空から降れば（小室等）1976年10月 - 11月放送

### 1979年4月 - 5月
新曲枠
- おれは空（小坂忠）
- 泣いていた女の子（東京放送児童合唱団）
- ビューティフル・ネーム（ゴダイゴ）
- まちぼうけ（秋吉久美子）

再放送枠
- ぼくらは三つ子の男の子（SPSシンガーズ）1978年4月 - 5月放送

※初回放送版はクリケッツだったが再放送では歌手変更された。なおSPSシンガーズは日本コロムビア版でカバー版を担当した。
- さびしがりやさん こんにちは（クニ河内、フィーリング・フリー）1978年4月 - 5月放送
- だれもいそがない村（森山良子）1978年4月 - 5月放送

## 1978年度の放送楽曲

### 1979年2月 - 3月
新曲枠
- 早春賦（湘南コール・グリューン）
- 太陽の街（東京放送児童合唱団）
- 道（広谷順子）
- 夢の舟乗り（ヒデ夕樹）

再放送枠
- シンドバッドの船（大塚博堂）1977年12月 - 1978年1月放送
- 勇気一つを友にして（山田美也子）1975年10月 - 11月放送
- 雪のわすれもの（大竹しのぶ）1977年2月 - 3月放送

### 1978年12月 - 1979年1月
新曲枠
- 北国放浪（森田公一とトップギャラン）
- ピエロのトランペット（1978年版）（東京放送児童合唱団）
- ホロスコープ〜あなたの星座〜（榊原郁恵）
- 6ちゃんがねころんで（熊倉一雄）

再放送枠
- 走馬燈（岩崎宏美）1977年12月 - 1978年1月放送
- 赤鬼と青鬼のタンゴ（尾藤イサオ）1977年12月 - 1978年1月放送
- 風の子守歌（岸部シロー）1976年12月 - 1977年1月放送

### 1978年10月 - 11月
新曲枠
- 大空から見れば（小椋佳）
- ここは瀬戸内（島田祐子）
- 虫歯のこどもの誕生日（吉田紀人）
- 夢みてるわけじゃないよ（高野宏峰 、東京放送児童合唱団）

再放送枠
- ポンタ物語（藤村俊二）1977年10月 - 11月放送
- ともだちはいいもんだ（トランザム）1977年12月 - 1978年1月放送
- かな かな かな（由紀さおり）1978年2月 - 3月放送

### 1978年8月 - 9月
新曲枠
- 川（久保田綾）
- 北の旅（さとう宗幸）
- 幸せの予感（鎌田直純、山路ゆう子）
- だるまさんがころんだ（斉藤こず恵）

再放送枠
- 想い出のグリーングラス（英語版）（上條恒彦）1974年8月 - 9月放送
- ドラキュラのうた（クニ河内、東京放送児童合唱団）1975年8月 - 9月放送
- 遠い風紋（長谷川きよし）1976年8月 - 9月放送

### 1978年6月 - 7月
新曲枠
- 風の歌（ブラームス「交響曲第1番」から）（和田アキ子、杉並児童合唱団）
- 切手のないおくりもの（1978年版）（財津和夫、チューリップ）
- 坊がつる讃歌（芹洋子）
- 星の子ペンキィ（森田克子）

再放送枠
- さらばジャマイカ（英語版）（ボニージャックス）1973年6月 - 7月放送
- 大きな古時計（1973年版）（立川清登、長門美保歌劇団児童合唱部）1973年6月 - 7月放送
- さとうきび畑（1975年版）（ちあきなおみ）1975年4月 - 5月放送

### 1978年4月 - 5月
新曲枠
- さびしがりやさん こんにちは（クニ河内、フィーリングフリー）
- だれもいそがない村（森山良子）
- 名もない湖（宮本昭太）
- ぼくらは三つ子の男の子（クリケッツ）

再放送枠
- 空にはお月さま（星野美樹子）1977年4月 - 5月放送
- ここは 南の島（石川さゆり、ウィルビーズ）1977年4月 - 5月放送
- あじさい（太田裕美）1977年6月 - 7月放送

## 1977年度の放送楽曲

### 1978年2月 - 3月
新曲枠
- おねえちゃん（小室等）
- かな かな かな（由紀さおり）
- キャッツ・アイ・ラブ（柳沢真一、キャロライン洋子）
- 雪の日のたより（依田陽子、東京放送児童合唱団）

再放送枠
- 宗谷岬（1976年版）（ダ・カーポ）1976年4月 - 5月放送
- サラマンドラ（1977年版）（尾藤イサオ）1977年8月 - 9月放送
- ポンタ物語（藤村俊二）1977年10月 - 11月放送

### 1977年12月 - 1978年1月
新曲枠
- 赤鬼と青鬼のタンゴ（1977年版）（尾藤イサオ）
- シンドバッドの船（大塚博堂）
- 走馬燈（岩崎宏美）
- ともだちはいいもんだ（トランザム）

再放送枠
- 北風小僧の寒太郎（1974年版）（堺正章、東京放送児童合唱団）1974年12月 - 1975年1月放送
- 遠い世界に（チューインガム）1975年10月 - 11月放送
- 風の子守歌（岸部シロー）1976年12月 - 1977年1月放送

### 1977年10月 - 11月
新曲枠
- 秋物語（1977年版）（尾崎紀世彦）
- 空と海の子守歌（堺正章）
- ふたつの石（川村明）
- ポンタ物語（藤村俊二）

再放送枠
- ひげなしゴゲジャバル（ペギー葉山）1974年6月 - 7月放送
- 赤い花白い花（ビッキーズ）1976年12月 - 1977年1月放送
- 星から落ちた迷い子（ハイファイセット）1977年4 - 5月放送

### 1977年8月 - 9月
新曲枠
- 気球にのって（東京放送児童合唱団）
- サラマンドラ（1977年版）（尾藤イサオ）
- わたしのふるさと（堀江美都子）
- わたしは「とうふ」です（熊倉一雄、東京放送児童合唱団）

再放送枠
- あの雲にのろう（深町純）1973年4月 - 5月放送
- ドラキュラのうた（クニ河内、東京放送児童合唱団）1975年8月 - 9月放送
- シャーロック・ホームズとワトソン博士（谷啓）1975年12月 - 1976年1月放送

### 1977年6月 - 7月
新曲枠
- あじさい（太田裕美）
- 苺の花嫁さん（麻呂とクニ河内）
- こんな時があってもいいね（ボニージャックス）
- 天使のパンツ（むとうかんぺい・りつこ）

再放送枠
- 南の島のハメハメハ大王（水森亜土、トップギャラン）1976年4月 - 5月放送
- 雨が空から降れば（小室等）1976年10月 - 11月放送
- いつかある日（ハイファイセット）1976年6月 - 7月放送

### 1977年4月 - 5月
新曲枠
- ここは 南の島（石川さゆり、ウィルビーズ）
- 空にはお月さま（星野美樹子）
- 星から落ちた迷い子（ハイファイセット）
- 南風（長谷川きよし）

再放送枠
- ボクたち大阪の子どもやでェ（T.J.C）1976年10月 - 11月放送
- それ行け 3組（西六郷少年少女合唱団）1971年10月 - 11月放送
- 動物園へ行こう（かまやつひろし、東映児童劇団）1975年2月 - 3月放送

## 1976年度の放送楽曲

### 1977年2月 - 3月
新曲枠
- アスタ・ルエゴ 〜さよなら月の猫〜（研ナオコ）
- 巣立つ日まで（田中由美子）
- ぼくのプルー（岩崎宏美）
- 雪のわすれもの（大竹しのぶ）

再放送枠
- 宗谷岬（1976年版）（ダ・カーポ）1976年4月 - 5月放送
- ユミちゃんの引越し〜さよならツトム君〜（川橋啓史、大塚佳子）1976年10月 - 11月放送
- ひげなしゴゲジャバル（ペギー葉山）1974年6月 - 7月放送

### 1976年12月 - 1977年1月
新曲枠
- 赤い花白い花（ビッキーズ）
- 風の子守歌（岸部シロー）
- へのへのもへじ（羽田尚平、和田麗史）
- モッキン バード ヒル（上條恒彦）

再放送枠
- 北風小僧の寒太郎（1974年版）（堺正章、東京放送児童合唱団）1974年12月 - 1975年1月放送
- 白い道（ヴィヴァルディ作曲「四季」から）1975年版（ハイファイセット）1975年12月 - 1976年1月放送
- くいしんぼうのカレンダー（やまがたすみこ、杉並児童合唱団）1975年12月 - 1976年1月放送

### 1976年10月 - 11月
新曲枠
- 雨が空から降れば（小室等）
- 冬の日の子守唄（堀江美都子）
- ボクたち大阪の子どもやでェ（T.J.C）
- ユミちゃんの引越し〜さよならツトム君〜（川橋啓史、大塚佳子）

再放送枠
- 算数チャチャチャ（ペギー葉山、ヤング101）1973年6月 - 7月放送
- 勇気一つを友にして（山田美也子）1975年10月 - 11月放送
- オナカの大きな王子さま（1975年版）（川津恒一）1975年12月 - 1976年1月放送

### 1976年8月 - 9月
新曲枠
- ゴクロウサン（小原重彦、藤本房子）
- 遠い風紋（長谷川きよし）
- はじめての僕デス（宮本浩次）
- 瞳を閉じて（善村ゆうこ）

再放送枠
- 南の島のハメハメハ大王（1975年版）（水森亜土、トップギャラン）1976年4月 - 5月放送
- 山口さんちのツトム君（川橋啓史）1976年4月 - 5月放送
- ドラキュラのうた（クニ河内、東京放送児童合唱団）1975年8月 - 9月放送

### 1976年6月 - 7月
新曲枠
- いつかある日（ハイ・ファイ・セット）
- 少年海賊団の唄（クニ河内、東京放送児童合唱団）
- シンフォニック・バリエーション（ザ・キングトーンズ）
- 夜明けに星のコトバを（瀬間千恵）

再放送枠
- アヒルの行列（ザ・シャデラックス、東京荒川少年少女合唱隊）1972年10月 - 11月放送
- わたしの紙風船（1971年版）（赤い鳥）1971年2月 - 3月放送
- さとうきび畑（1975年版）（ちあきなおみ）1975年4月 - 5月放送
- 山口さんちのツトム君（川橋啓史）1976年4月 - 5月放送
  - 好評につき、6月24日・6月25日に急遽再放送、そして7月限定で再放送された。なおテキストには掲載されていなかった。

### 1976年4月 - 5月
新曲枠
- 宗谷岬（1976年版）（ダ・カーポ）
- 緑の小馬が生まれたら（大杉久美子）
- 南の島のハメハメハ大王（水森亜土、トップギャラン）
- 山口さんちのツトム君（川橋啓史）

再放送枠
- さらば青春（田中健）1975年6月 - 7月放送
- かぜよふけふけ（若子内悦郎、中沢厚子、東京放送児童合唱団）1975年4月 - 5月放送
- 想い出のグリーングラス（上條恒彦）1974年8月 - 9月放送

## 1975年度の放送楽曲

### 1976年2月 - 3月
新曲枠
- 子象の行進（田中星児、東京放送児童合唱団）
- 遠いまち（五輪真弓）
- 美山の子守唄（茶木みやこ）
- 若者と小犬とクロアサン（日吉ミミ）

再放送枠
- いかつり唄（五木ひろし）1975年2月 - 3月放送
- カッパのクィクォクァ（一谷伸江、デューク・エイセス）1975年2月 - 3月放送
- 動物園へ行こう（かまやつひろし、東映児童劇団）1975年2月 - 3月放送

### 1975年12月 - 1976年1月
新曲枠
- オナカの大きな王子さま（1975年版）（川津恒一）
- くいしんぼうのカレンダー（やまがたすみこ、杉並児童合唱団）
- シャーロック・ホームズとワトソン博士（谷啓）
- 白い道（ヴィヴァルディ作曲「四季」から）1975年版（ハイファイセット）

再放送枠
- 赤い山 青い山 白い山（北海道地方のわらべ唄）（小柳ルミ子）1974年10月 - 11月放送
- パパおしえて（1975年版）（岸部シロー）1975年4月 - 5月放送
- 北風小僧の寒太郎（1974年版）（堺正章、東京放送児童合唱団）1974年12月 - 1975年1月放送

### 1975年10月 - 11月
新曲枠
- 河（チェリッシュ）
- 遠い世界に（チューインガム）
- 勇気一つを友にして（山田美也子）
- リンリン（東京荒川少年少女合唱隊）

再放送枠
- パンのマーチ（ペギー葉山、東京少年少女合唱隊）1969年12月 - 1970年1月放送
- オブラディ オブラダ（フォーリーブス）1974年8月 - 9月放送
- 鳩笛（長谷川きよし）1974年12月 - 1975年1月放送

### 1975年8月 - 9月
新曲枠
- あのね（森山良子）
- 線路はつづくよどこまでも（1975年版）（海援隊）
- ドラキュラのうた（クニ河内、東京放送児童合唱団）
- ヘイ!二才達（ニセタ）（南沙織）

再放送枠
- トレロカモミロ（西六郷少年少女合唱団）1970年2月 - 3月放送
- 音のシンフォニー（東京放送児童合唱団）1974年6月 - 7月放送
- はるかなあなた（ポ・カレカレ）（由紀さおり、東京フィルハーモニック・コーラス）1974年6月 - 7月放送

### 1975年6月 - 7月
新曲枠
- 子象のダンス（英語版）（研ナオコ）
- さらば青春（田中健）
- 小さな海の絵本（シーズン・オフ）
- 花嫁募集中（堺正章、ブレッスン・フォー）

再放送枠
- ふるさとのヨーデル（西六郷少年少女合唱団）1972年6月 - 7月放送
- ひげなしゴゲジャバル（ペギー葉山）1974年6月 - 7月放送
- 洗濯ジャブジャブ（ダークダックス）1974年6月 - 7月放送

### 1975年4月 - 5月
新曲枠
- かぜよふけふけ（若子内悦郎、中沢厚子、東京放送児童合唱団）
- さとうきび畑（1975年版）（ちあきなおみ）
- 菜の花ばたけ（紙風船）
- パパおしえて（1975年版）（岸部シロー）

再放送枠
- ごめんなさい（なべおさみ）1970年10月 - 11月放送
- 誕生日のチャチャチャ（玉川砂記子、坂本児童合唱団）1972年2月 - 3月放送
- ちゃっきり節（弘田三枝子、ザ・シャデラックス）1973年4月 - 5月放送

## 1974年度の放送楽曲

### 1975年2月 - 3月
新曲枠
- いかつり唄（五木ひろし）
- カッパのクィクォクァ（一谷伸江、デューク・エイセス）
- 動物園へ行こう（かまやつひろし、東映児童劇団）
- 春のゆくえ（桜田淳子）

再放送枠
- わたりどり（チェリッシュ）1973年12月 - 1974年1月放送
- 今日の日はさようなら（本田路津子、東京放送児童合唱団）1974年2月 - 3月放送
- 想い出のグリーングラス（英語版）（上條恒彦）1974年8月 - 9月放送

### 1974年12月 - 1975年1月
新曲枠
- 北風小僧の寒太郎（1974年版）（堺正章、東京放送児童合唱団）
- 竹田の子守唄（ペドロ＆カプリシャス）
- なかよしファミリー（山崎唯一家）
- 鳩笛（長谷川きよし）
- みんなのマーチ（上條恒彦、山県すみ子、東京放送児童合唱団）

再放送枠
- 雪映えの町（倍賞千恵子、東京トルベール）1972年12月 - 1973年1月放送
- デンデン虫のデン子さん（デューク・エイセス）1974年2月 - 3月放送

### 1974年10月 - 11月
新曲枠
- 赤い山 青い山 白い山（北海道地方のわらべ唄）（小柳ルミ子）
- いろんな木の実（菅原洋一、杉並児童合唱団）
- くらやみ（斎藤こず恵とダーク・ダックス）
- ながいなさんとはやいなさん（シンガーズ・スリー）

再放送枠
- はるかな友に（カラー版）（ボニージャックス）1973年10月 - 11月放送
- 小さな木の実（ビゼー作曲「美しいパースの娘」から）（1971年版）（大庭照子）1971年10月 - 11月放送
- 待ちわびブルース（麻田浩）1972年6月 - 7月放送

### 1974年8月 - 9月
新曲枠
- オブラディ オブラダ（フォーリーブス）
- 想い出のグリーングラス（英語版）（上條恒彦、東京放送児童合唱団）
- 遠い海の記憶（石川セリ）
- 光る夏の歌（田中星児）

再放送枠
- 算数チャチャチャ（ペギー葉山、ヤング101）1973年6月 - 7月放送
- 島原地方の子守唄（由紀さおり）1973年10月 - 11月放送
- あの雲にのろう（深町純）1973年4 - 5月放送

### 1974年6月 - 7月
新曲枠
- 音のシンフォニー（東京放送児童合唱団）
- 洗濯ジャブ ジャブ（ダークダックス）
- はるかなあなた（ポ・カレカレ）（由紀さおり、東京フィルハーモニック・コーラス）
- ひげなしゴゲジャバル（ペギー葉山）
- 矢車草（芹洋子）

再放送枠
- ちいさな汽車（デューク・エイセス）1973年2 - 3月放送
- それ行け 3組（西六郷少年少女合唱団）1971年10月 - 11月放送

### 1974年4月 - 5月
新曲枠
- 五月の風船（東京放送児童合唱団）
- この広い野原いっぱい（森山良子）
- ソーラン節（宍倉正信、ロイヤル・ナイツ）
- ぼくの町（岸洋子、スクール・メイツ）
- ゆかいなめざまし時計（天地総子、川崎少年少女合唱団）

再放送枠
- ゆりかごのうた（ボニージャックス）1967年4月 - 5月放送
- わたしの紙風船（1971年版）（赤い鳥）1971年2月 - 3月放送

## 1973年度の放送楽曲

### 1974年2月 - 3月
新曲枠
- おでんの唄（荒軽人一座）
- 今日の日はさようなら（本田路津子、東京放送児童合唱団）
- デンデン虫のデン子さん（デューク・エイセス）
- 春のむすめ（島田佑子、荒川少年少女合唱隊）
- わたしの琵琶湖（チェリッシュ）
- はさみとぎ（1974年版）（友竹正則、杉並児童合唱団）

再放送枠
- こわれそうな微笑（大庭照子）1972年10月 - 11月放送

### 1973年12月 - 1974年1月
新曲枠
- コキリコの歌（伊藤京子、西六郷少年少女合唱団）
- こなひきのおじさん（1973年版）（友竹正則、杉並児童合唱団）
- さあみんなで（ヤング101、坂本児童合唱団）
- さすらいのバイオリン（かまやつひろし）
- わたりどり（チェリッシュ）

再放送枠
- 博多人形に寄せて（由紀さおり）1972年12月 - 1973年1月放送
- 冬の歌（東京放送児童合唱団）1971年12月 - 1972年1月放送

### 1973年10月 - 11月
新曲枠
- あの踊りの輪の中に（ロシア民謡「コロブチカ」から）（ヤング101）
- 島原地方の子守唄（由紀さおり）
- どこまでも駆けてゆきたい（ガロ）
- ヒーハイホー（上條恒彦、東京放送児童合唱団）
- はるかな友に（カラー版）（ボニージャックス）

再放送枠
- ぼくの海（佐良直美）1970年10月 - 11月放送
- 小犬のプルー（1972年版）（本田路津子）1972年2 - 3月放送

### 1973年8月 - 9月
新曲枠
- 自動車になったカメの歌（田中星児、坂本児童合唱団）
- SING（シング）（今陽子、杉並児童合唱団）
- ブランコ（日野てる子、東京放送児童合唱団）
- 待ちぼうけ（ダークダックス）
- 港まち、だから…（倍賞千恵子）

再放送枠
- ふるさとのヨーデル（西六郷少年少女合唱団）1972年6月 - 7月放送
- 星と虹と（芹洋子）1972年10月 - 11月放送

### 1973年6月 - 7月
新曲枠
- 美しい星（ジェリー伊藤、ミシェル伊藤）
- 大きな古時計（1973年版）（立川清登、長門美保歌劇団児童合唱部）
- さらばジャマイカ（ボニージャックス）
- 算数チャチャチャ（ペギー葉山、ヤング101）
- 谷茶前の浜（東京放送児童合唱団）

再放送枠
- 森の熊さん（ダーク・ダックス）1972年8月 - 9月放送
- はつ夏の潮騒（梓みちよ）1972年6月 - 7月放送

### 1973年4月 - 5月
新曲枠
- あの雲にのろう（深町純）
- ちゃっきり節（弘田三枝子、ザ・シャデラックス）
- パパと歩こう（宍倉正信、西六郷少年少女合唱団）
- 春をうたおう（芹洋子、東京少年少女合唱隊）
- レロンレロンシンタ（1973年版）（岸洋子）

再放送枠
- 待ちわびブルース（麻田浩）1972年6月 - 7月放送
- 走れ仔馬よ 牧場は五月（阿部ユキ子とフォークウィンズ）1972年4月 - 5月放送

## 1972年度の放送楽曲

### 1973年2月 - 3月
新曲枠
- 熊野路ひとり（シモンズ）
- ちいさな汽車（デューク・エイセス）
- 地球を七回半まわれ（1973年版）（宍倉正信、杉並児童合唱団）
- 街にだかれて（トワ・エ・モワ）

再放送枠
- バケツの穴（熊倉一雄、東京放送児童合唱団）1968年8月 - 9月放送
- 風と光と（スキーのうた）（天地総子、東京少年少女合唱隊）1970年12月 - 1971年1月放送
- そして君は（ガロ）1972年4月 - 5月放送

### 1972年12月 - 1973年1月
新曲枠
- アッコちゃんの子守歌（加山雄三）
- クラリネットこわしちゃった（1972年版）（ダークダックス）
- 博多人形に寄せて（由紀さおり）
- みかん山で（ヤング101、温碧蓮、高野美千代）
- 雪映えの町（倍賞千恵子、東京トルベール）

再放送枠
- この橋の上で（杉並児童合唱団）1972年2月 - 3月放送
- 小犬のプルー（1972年版）（本田路津子）1972年2月 - 3月放送

### 1972年10月 - 11月
新曲枠
- おれだけの海（高橋キヨシ）
- こわれそうな微笑（大庭照子）
- ちいさい秋みつけた（1972年版）（ボニージャックス）
- 月ぬ美しゃ〜月がきれいなのは〜（赤い鳥）
- 星と虹と（芹洋子）
- マヌエロ（玉川砂記子、坂本児童合唱団）
- アヒルの行列（ザ・シャデラックス、東京荒川少年少女合唱隊）

### 1972年8月 - 9月
新曲枠
- 木曽路はきょうも（森山良子）
- たとえば（トワ・エ・モワ）
- 森の熊さん（ダーク・ダックス）

再放送枠
- はるかに蝶は（由紀さおり）1971年4月 - 5月放送
- 小さな木の実（ビゼー作曲「美しいパースの娘」から）（1971年版）（大庭照子）1971年10月 - 11月放送
- それ行け 3組（西六郷少年少女合唱団）1971年10月 - 11月放送
- 誕生日のチャチャチャ（玉川砂記子、坂本児童合唱団）1972年2月 - 3月放送
- さびしいカシの木（ボニージャックス）1971年8月 - 9月放送

### 1972年6月 - 7月
新曲枠
- 空に小鳥がいなくなった日（上條恒彦、シンガーズ・スリー）6月は5分バージョン、7月は2分半バージョンを放送。
- トランペット吹きながら（東京放送児童合唱団）
- はつ夏の潮騒（梓みちよ）
- ふるさとのヨーデル（西六郷少年少女合唱団）
- ふるさとは土佐（北島三郎）
- 待ちわびブルース（麻田浩）

再放送枠
- 草競馬（東京荒川少年少女合唱隊）1971年6月 - 7月放送

### 1972年4月 - 5月
新曲枠
- カンタ カナリート 〜風よりもかろやかに〜（ザ・ピーナッツ）
- そして君は（ガロ）
- 走れ仔馬よ 牧場は五月（阿部ユキ子とフォークウィンズ）
- 春の風（東京荒川少年少女合唱隊）
- ひとつをみんなで（青い三角定規）
- 若葉の歌（東京放送児童合唱団）

再放送枠
- 春の潮だまり（東京トルベール）1971年4月 - 5月放送

## 1971年度の放送楽曲

### 1972年2月 - 3月
新曲枠
- 海峡のまち（井沢八郎）
- 小犬のプルー（1972年版）（本田路津子）
- この橋の上で（杉並児童合唱団）
- 誕生日のチャチャチャ（玉川砂記子、坂本児童合唱団）
- もうすぐ春だ（三林輝夫、東京少年少女合唱隊）
- ラ・ゴロンドリーナ（つばめ）（1972年版）（ボニージャックス）

再放送枠
- 詩人が死んだとき（大庭照子、荒川少年少女合唱隊、（詩の朗読）友部光子）1971年4月 - 5月放送

### 1971年12月 - 1972年1月
新曲枠
- 歩いて行こう（ジャッケルス）
- 今でも船長と呼ばれている船長の夜（菅原洋一）
- おどんが国は（水前寺清子）
- 冬の歌（東京放送児童合唱団）
- わが名はカウボーイ（石井祥子 、ひばり児童合唱団）

再放送枠
- もえあがれ雪たち（中山千夏、常盤台小学校児童合唱団）1967年12月 - 1968年1月放送
- 気のいいあひる（1971年版）（ダークダックス）1971年4月 - 5月放送

### 1971年10月 - 11月
新曲枠
- 風吹きめぐる（杉並児童合唱団）
- 雲は旅人（千賀かほる）
- それ行け 3組（西六郷少年少女合唱団）
- 小さな木の実（ビゼー作曲「美しいパースの娘」から）（1971年版）（大庭照子）
- ドンペペの歌（水森亜土、ザ・シャデラックス）

再放送枠
- 荒野の果てには（ザ・ニューフロンティアーズ）1970年12月 - 1971年1月放送
- わたしの紙風船（1971年版）（赤い鳥）1971年2月 - 3月放送

### 1971年8月 - 9月
新曲枠
- 海は生きてる（弦哲也）
- さびしいカシの木（ボニージャックス）
- 月の光（芹洋子、東京トルベール）

再放送枠
- アルプス一万尺（東京少年少女合唱隊）1962年8月放送
- トレロカモミロ（西六郷少年少女合唱団）1970年2月 - 3月放送
- ひとりぼっちの旅（はしだのりひことザ・シューベルツ）1969年10月 - 11月放送
- ごめんなさい（なべおさみ）1970年10月 - 11月放送

### 1971年6月 - 7月
新曲枠
- 阿波のおはなし（徳島少年少女合唱団）
- 草競馬（東京荒川少年少女合唱隊）
- ゴールのサンバ（ヤング101）
- 地球の子ども（東京放送児童合唱団）
- 遠い夏の日のウタ（トワ・エ・モワ）
- 水色の空に（西六郷少年少女合唱団）

再放送枠
- ぼくの海（佐良直美）1970年10月 - 11月放送

### 1971年4月 - 5月
新曲枠
- 気のいいあひる（1971年版）（ダークダックス）
- 詩人が死んだとき（大庭照子、荒川少年少女合唱隊、（詩の朗読）友部光子）
- 塔の春（杉並児童合唱団）
- はるかに蝶は（由紀さおり）
- 春の潮だまり（東京トルベール）

再放送枠
- 花のまわりで（西六郷少年少女合唱団）1964年4月 - 5月放送
- 泣き虫おばけ（ビリーバンバン）1970年6月 - 7月放送

## 1970年度の放送楽曲

### 1971年2月 - 3月
新曲枠
- そんな思い出が（デューク・エイセス）
- 虹と雪のバラード（トワ・エ・モワ）
- 雪国ぐらし（フレーベル少年合唱団）
- 流氷の町 網走（ジェリー藤尾、東京荒川少年少女合唱隊）
- わたしの紙風船（1971年版）（赤い鳥）

再放送枠
- パパのバイオリン（友竹正則、杉並児童合唱団）1968年2月 - 3月放送
- ドナドナ（岸洋子）1966年2月 - 3月放送
- 港（永田カツ子）1970年6月 - 7月放送

### 1970年12月 - 1971年1月
新曲枠
- かあさんのうた（1970年版）（ボニージャックス）
- 風と光と（スキーのうた）（天地総子、東京少年少女合唱隊）
- 荒野の果てには（ザ・ニューフロンティアーズ）
- 佐渡の冬（杉並児童合唱団）
- 春をよぶ夢（シンガーズ・スリー）
- メキシコのダンス（メキシカン・ハット・ダンス）（西六郷少年少女合唱団）

再放送枠
- ポワポワーン（高木淑子）1970年2月 - 3月放送

### 1970年10月 - 11月
新曲枠
- アビニョンの橋で（東京放送児童合唱団）
- こがねの秋（ヤング101）
- ごめんなさい（なべおさみ）
- サイクリング リンリン（東京荒川少年少女合唱隊）
- 津軽りんごうた（西六郷少年少女合唱団）
- ぼくの海（佐良直美）

再放送枠
- ケルンをつもう（宍倉正信）1969年12月 - 1970年1月放送

### 1970年8月 - 9月
新曲枠
- おーい宮崎（福岡市長尾児童合唱団）
- つり橋（加藤登紀子）
- ひとつおぼえの（オッコ）
- 山のこもりうた（菅原洋一）

再放送枠
- じゃがいも（西六郷少年少女合唱団）1968年8月 - 9月放送
- あしたに賭ける数え歌（坂本九）1969年12月 - 1970年1月放送
- いつでもどきどきしてるんだ（西六郷少年少女合唱団）1969年10月 - 11月放送

### 1970年6月 - 7月
新曲枠
- 空がこんなに青いとは（東京放送児童合唱団）
- ツビレグ ツブレグ マーチ（東京少年少女合唱隊）
- 泣き虫おばけ（ビリーバンバン）
- フニクリ フニクラ（登山電車）（ひばりヶ丘少年少女合唱団）
- 松江の町は（諏訪マリー、杉並児童合唱団）
- 港（永田カツ子）

再放送枠
- イサレイ　～フィジーの別れのうた～（スリーグレイセス、東京少年少女合唱隊）1969年12月 - 1970年1月放送

### 1970年4月 - 5月
新曲枠
- あくびのむこうにとびだそう（西六郷少年少女合唱団）
- おれはひとりで（ケンと雄三）
- けしゴムのうた（東京放送児童合唱団）
- 月から来たジャン（杉並児童合唱団）
- ほんに うらうら（江利チエミ、ひばり児童合唱団）
- 水辺の春（二期会）

再放送枠
- パンのマーチ（ペギー葉山、東京少年少女合唱隊）1969年12月 - 1970年1月放送